# Micropsitta keiensis
El microloro de las islas Kai (Micropsitta keiensis) es una especie de ave psitaciforme de la familia Psittaculidae que vive en Nueva Guinea e islas menores aledañas.

## Descripción
El microloro de las Kai mide alrededor de 9,5 cm de largo. Tiene la cola corta y rígida para usarla como apoyo cuando está en los troncos al igual que sus garras con largos dedos, sus rémiges laterales son negruzcas y las centrales azuladas. Su plumaje es principalmente de color verde, más claro y con tonos amarillos en las partes inferiores y en el píleo, mientras que el rostro y tiene tonos parduzcos. Su pico es negruzco, muy corto y curvado, y presenta surcos en los laterales.

## Distribución y hábitat
Se encuentra en las selvas húmedas tropicales y los manglares del sur y el oeste de la isla de Nueva Guinea y los archipiélagos menores que la circundan por el oeste: las islas Kai, Raja Ampat y Aru.

## Taxonomía
Se reconocen tres subespecies:
- Micropsitta keiensis keiensis (Salvadori 1876), la subespecie nominal que está presente en las islas Kai y Aru;
- Micropsitta keiensis viridipectus (Rothschild 1911), del sur de Nueva Guinea.
- Micropsitta keiensis chloroxantha Oberholser 1917, tiene el centro del pecho y abdomen rojo anaranjado está en el archipiélago Raja Ampat y el oeste de Nueva Guinea;